# Ciclo del beato Simonino da Trento
Il  ciclo del beato Simonino da Trento è composto da una serie di dipinti, realizzati con la tecnica dell’affresco da Antonio Marinoni nella chiesa di San Bartolomeo di Albino. Raccontano il martirio di Simonino di Trento.

## Storia
I membri della Congregazione della Misericordia Maggiore che gestivano i beni della chiesa iniziarono nel XV secolo,  una grande opera di ristrutturazione con licenza del vescovo Lodovico Donà. Furono così costruiti gli altari e la nuova affrescatura dell'aula.
La serie di pitture raffiguranti la narrazione degli eventi che portarono alla morte del piccolo Simonino di Trento, è la più particolareggiata e la più specifica non solo della bergamasca ma di tutta l'area nazionale, e indica una forse presenza di una testimonianza diretta sul territorio.
Simone Unverdorben, era un bambino di due anni, abitante il quartiere tedesco di Trento, che scomparve la sera del 23 marzo 1475, giovedì di Pasqua, venendo poi ritrovato il mattino della domenica di Pasqua morto in prossimità della sua abitazione. Furono subito accusati i componenti delle famiglie ebree che abitavano il quartiere con l'accusa di aver eseguito rituali prendendo il bambino come oggetto sacrificale. Il corpo del bambino fu esposto sull'altare di san Pietro della chiesa della comunità tedesca, e a lui iniziarono ad essere attribuiti numerosi miracoli.

Giovanni Hinderbach, vescovo di Trento, fu il promotore della sua devozione, e per ottenere che il culto si diffondesse anche oltre il territorio del Trentino, obbligò Maria, madre di Simonino, a compiere un viaggio attraverso le terre sotto il dominio veneto, a testimoniarne i fatti. La sua presenza è documentata a Gandino in un atto del notario Alessandri de Noris del 1476.Dagli atti risulta che la donna fosse accompagnata da Michele Carcano. Questa presenza nella bergamasca, spiegherebbe i numerosi affreschi riguardanti Simonino. L'altare dedicato al beato nella chiesa di San Bartolomeo, confermerebbero inoltre, la presenza sul territorio di mercanti e viaggiatori in conflitto con le comunità ebraiche locali. Vi erano sul territorio nel Quattrocento alcuni banchi di credito gestiti da ebrei che erano sorti con la richiesta di autonomia da parte di molti paesi delle valli rispetto alla città, e le predicazioni dei frati dell'Ordine francescano.

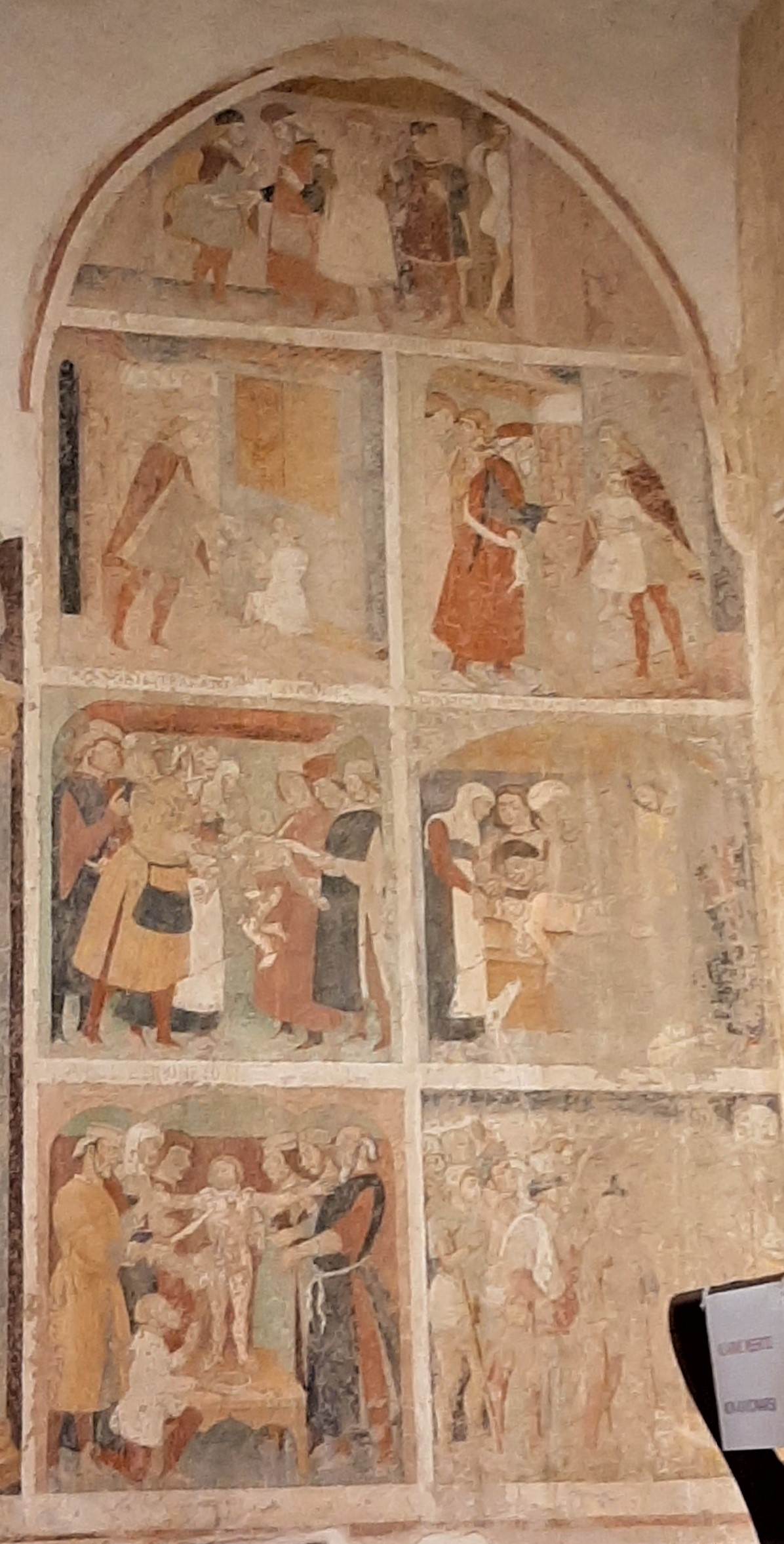
particolari

I primi dipinti raffiguranti questa iconografia furono eseguiti intorno al 1480 in Val Camonica. La presenza dell'altare dedicato al beato ad Albino è documentata per la prima volta nel testamento del 11 luglio 1485 di un certo Guarisco''.

## Descrizione
Nella chiesa vi sono quattro dipinti singoli raffiguranti Simonino di Trento e un ciclo che ne racconta la storia completa, tutti posti nel lato sinistro della quarta campata dell'aula, databili dagli ultimi due decenni del XV secolo ai primi due del XVI. Il più antico è posto sull'altare dedicato poi all'Madonna Immacolata, di cui ne restano poche tracce perché coperto da un ulteriore dipinto datato 1484, quindi è da considerarsi precedente.
Il ciclo racconta l'episodio del martirio e della glorificazione di Simonino di Trento suddiviso in sette riquadri posti su quattro registri, l'ultimo centinato.
Il ciclo inizia con il dipinto posto in alto inserito in uno spazio voltato riportante sulla parte inferiore la scritta CO(MO) (Z)UDEI...HAVERE UNO FANTOLINO raffigurante l'offerta che Tobia fa a Lazzaro perché compia il rapimento di un bambino; come nell'unico dipinto salvato nella sinagoga di Trento, Lazzaro rifiuta l'offerta e fugge dalla città. I due affrschi si differenziano per il solo particolare del fagotto che Lazzaro allontanandosi, tiene sulle spalle: ad Albino legato su di un bastone, mentre è raffigurata una spada nell'affresco di Trento.
Le sezioni proseguono con il racconto del rapimento, e del martirio con alcune epigrafi poste sulla parte inferiore dei relativi riquadri. Terminante la scena del beato posto sull'altare e venerato dai fedeli
I dipinti furono probabilmente eseguiti sulla traccia dell'opera Geschichte des zu Trient ermordeten Christen-kinder pubblicata nel 1475 a Trento da Albrecht Kumme e che ebbe una buona diffusione, così come la relazione pubblicata e diffusa di Giovanni Mattia Tibertino.
Gli ebrei vengono tutti raffigurati con i cappelli a punta, la dentatura pronunciata, e citati con i relativi nomi, ma non le vesti non presentano i cerchi di stoffa che gli ebrei dovevano applicare sulle vesti per essere riconoscibili.